# Reira Iwabuchi
Reira Iwabuchi (en japonés: 岩渕麗楽, Iwabuchi Reira; Ichinoseki, 14 de diciembre de 2001) es una deportista japonesa que compite en snowboard, especialista en las pruebas de big air y slopestyle.
Ganó dos medallas en el Campeonato Mundial de Snowboard de 2025, plata en big air y bronce en slopestyle. Adicionalmente, consiguió seis medallas en los X Games de Invierno.
Participó en dos Juegos Olímpicos de Invierno, ocupando el cuarto lugar en Pyeongchang 2018 y el cuarto en Pekín 2022, en el big air.